# Landhuis Les Peupliers
Les Peupliers is een landhuis en voormalig gemeentehuis in de gemeente Boechout in de Belgische provincie Antwerpen. Het landhuis gelegen in de Dr. Theo Tutsstraat werd gebouwd in 1876 als buitenverblijf voor de familie Van Tichelen-Donners. Aanvankelijk heette het 'Hof van Tichelen', naar bouwheer Joannes Franciscus Van Tichelen. In 1921 werd het landhuis aangekocht door de gemeente. Het deed dienst als gemeentehuis van 1921 tot 1973. Na verhuis van de gemeentelijke diensten naar het Heuvelhof in april 1973 werd het oud-gemeentehuis aan zijn lot overgelaten. Na een renovatie van kelder tot nok nam het OCMW het in gebruik vanaf 24 september 1999. Momenteel staat het gebouw leeg. Het OCMW verhuisde op 13 juni 2019 naar de IJzerlei 25.

## Geschiedenis

### Joannes Franciscus Van Tichelen
In 1877 gaf bouwheer Van Tichelen de opdracht om een neoclassicistisch landhuis op te richten. Het werd een rechthoekig landhuis in een grote tuin afgesloten door smeedijzeren hek. In 1882 werd evenwijdig met de toren een remise en stal opgetrokken.
Om meer van het opgroeiende park te genieten werd in 1899 aan de achtergevel een open, overdekt terras aangebouwd. Later werd er een dakterras op de hoogste toren aangelegd, gemaakt en afgezet met een ijzeren balustrade. Zo hadden de bewoners hierboven een prachtig panoramisch zicht over Boechout. Op het gelijkvloers bevonden zich het salon met aansluitend de eetkamer en een ruime keuken.

### Eerste verkoop
Op 16 december 1896 overleed Johannes Franciscus Van Tichelen. Zijn vrouw stierf 15 jaar later. Op verzoek van de kinderen werd het eigendom te koop gesteld. De nieuwe eigenaar werd de heer Jean Francois Pourveur, tandmeester, gehuwd en wonende te Antwerpen. De koper had het buitenverblijf sedert enige tijd in huur en kende het daardoor goed.
Het gezin Pourveur kon enkele jaren genieten van hun buitenverblijf in Boechout. De man overleefde zijn vrouw en stierf te Antwerpen in mei 1921. Hij liet drie dochters na die elk voor een derde eigenaar werden. Het Populierenhof werd opnieuw te koop aangeboden. 

### Gemeentehuis
Het gemeentebestuur was sterk geïnteresseerd in de aankoop van het landhuis. De huur van het toenmalige gemeentehuis op het Jef van Hoofplein was opgezegd tegen einde 1923. Het tijdelijk onderkomen was immers niet langer geschikt voor de werkzaamheden van het bestuur. Het landhuis daarentegen zou een unieke gelegenheid zijn om heringericht te worden tot gemeentehuis. De remise werd gepland om te dienen als brandweerhuis en “cachot” (deze werden afgebroken omstreeks 1970).
Geboorten werden aangegeven, huwelijken gesloten en overlijdens gemeld, raadszittingen gehouden, debatten gevoerd, discussies uitgelokt en beslissingen genomen. Hier draaide de motor van de gemeente. Na meer dan 50 jaar dienst barstte het gemeentehuis uit zijn voegen. Het administratief personeel, de politie en al de daarmee samenhangende dossiers, zorgden voor een gebrek aan ruimte. Het gemeentehuis verhuisde naar het “Heuvelhof” in april 1973.

### OCMW Boechout
Het oud-gemeentehuis werd na 1973 aan zijn lot overgelaten. Een reeks aan voorstellen bracht niets op: ombouw tot woning voor bejaarden, bibliotheek, verkoop, lokalen voor verenigen, afbraak. Enkel het Rode Kruis, jeugdwerking “De Kring” en de seniorenkaartenclub vonden er een beperkt tijdelijk onderkomen. Onderhoud bleef uit. Het gebouw verviel zienderogen.
In 20 jaar tijd gebeurde er veel in het “Heuvelhof” (het toenmalige gemeentehuis). Diensten breidden uit en nieuwe functies werden gehuisvest. Intussen zocht het OCMW-bestuur naar meer plaats en zag mogelijkheden in het oud-gemeentehuis. In oktober 1996 nam het OCMW een principebesluit tot aankoop van het gebouw mits de nodige renovatiewerken. De plannen werden getekend door architect J. Willems. Alles werd uitgebroken, op de inkomhal en trap na. 
Op het gelijkvloers bevond zich de hoofdingang, het onthaal, een wachtruimte, zeven burelen en twee spreekkamers. Op de eerste verdieping bevonden zich drie bureelruimtes en een spreekkamer, respectievelijk voor de secretaris de ontvanger en het administratief personeel. Een sanitaire blok op een tussenverdieping. De tweede verdieping bevond zich onmiddellijk onder het tentdak. Het omvatte een ruime polyvalente vergaderzaal en een kleine keuken. Een lift gaf toegang tot alle niveaus. Mindervaliden kwamen het gebouw binnen langs de oostvleugel.

### Leegstand
Het Decreet over het Lokaal Bestuur wil de gemeentelijke diensten en het OCMW zo veel mogelijk integreren. Daarom verhuisde het OCMW opnieuw op 17 juni 2019. Het OCMW, nu dienst welzijn genoemd werd gevestigd in het administratief centrum op de IJzerlei 25. Dit samen met de dienst Burger.
Deze verhuis zorgde er voor dat er een leegstand kwam in het Populierenhof. Sinds 2020 wordt het pand opnieuw gerenoveerd.

## Exterieur
Rechthoekig landhuis met vier traveeën en twee bouwlagen onder een licht hellend tentdak. Geheel uit baksteen opgetrokken op een arduinen plint, met een overvloedig gebruik van gecementeerde speklagen. 
- ingebeitelde tekst "Gemeentehuis" (op de eerste verdieping)
- terras met steektrap
- ijzeren lantaarns op het terras
- sierankers
- tentdak
- zijingang om gebruik te kunnen maken van de lift
- achteringang

## Galerij

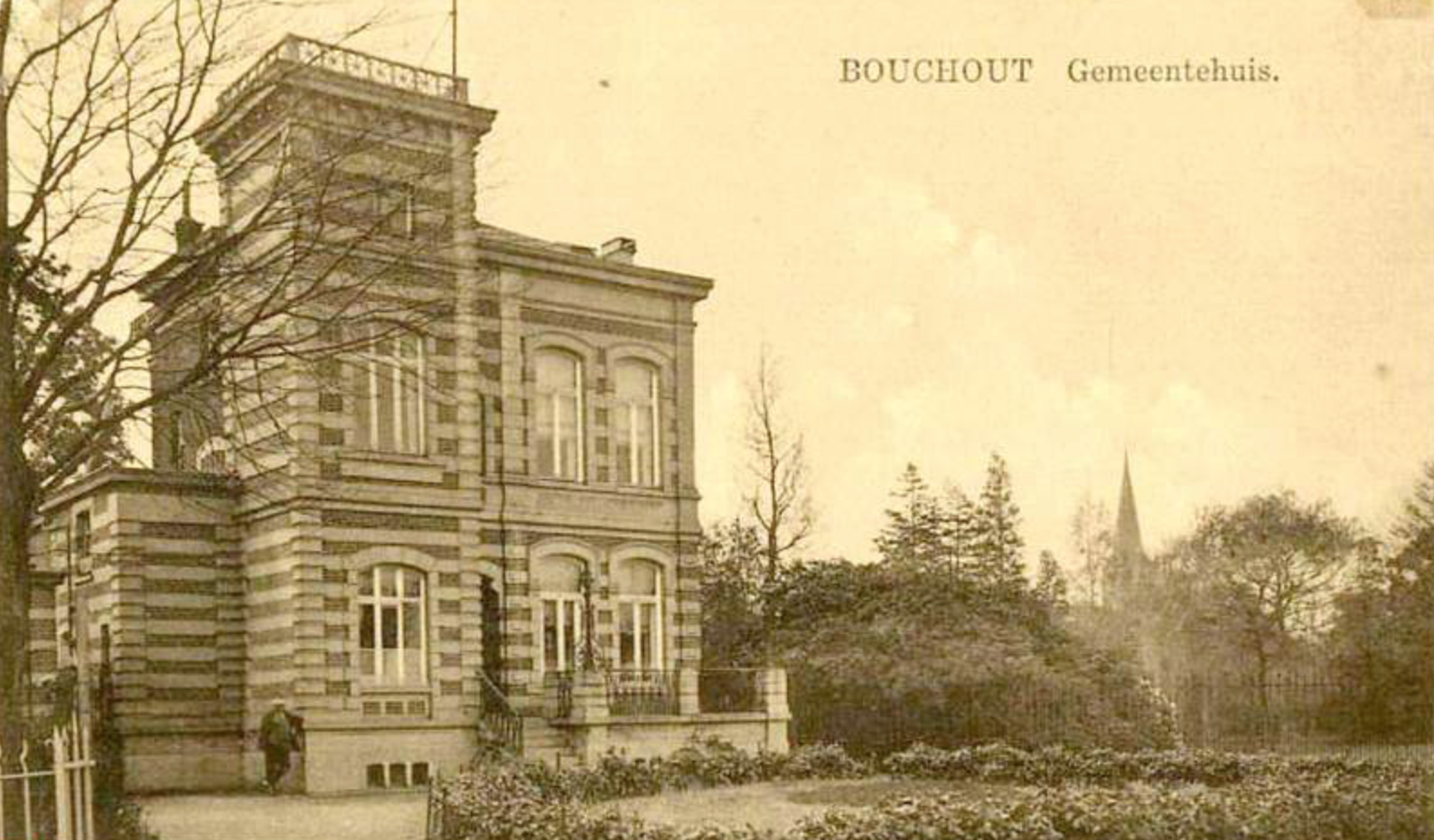
Landhuis Les Peupliers - 1930
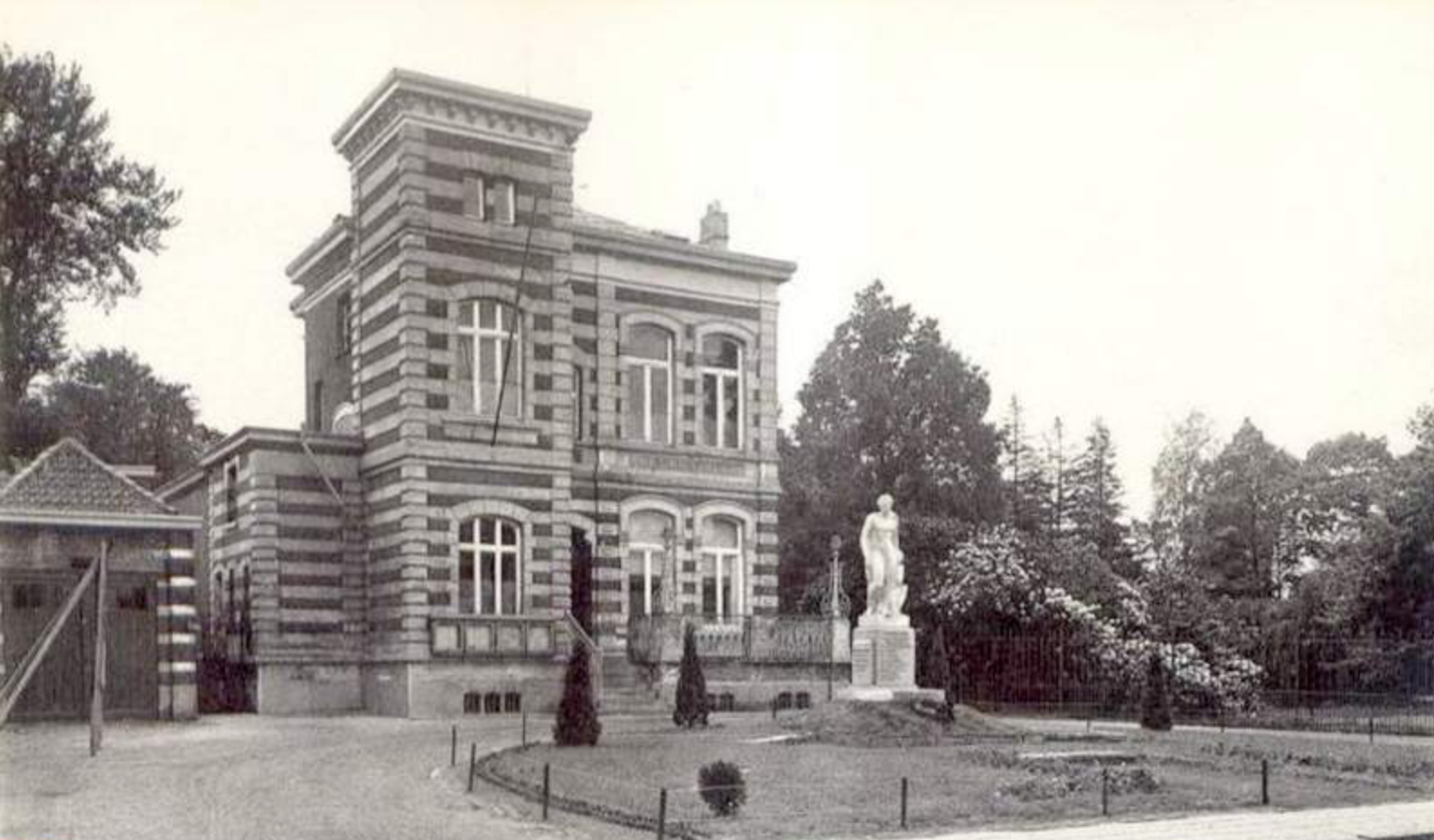
Landhuis Les Peupliers - 1950
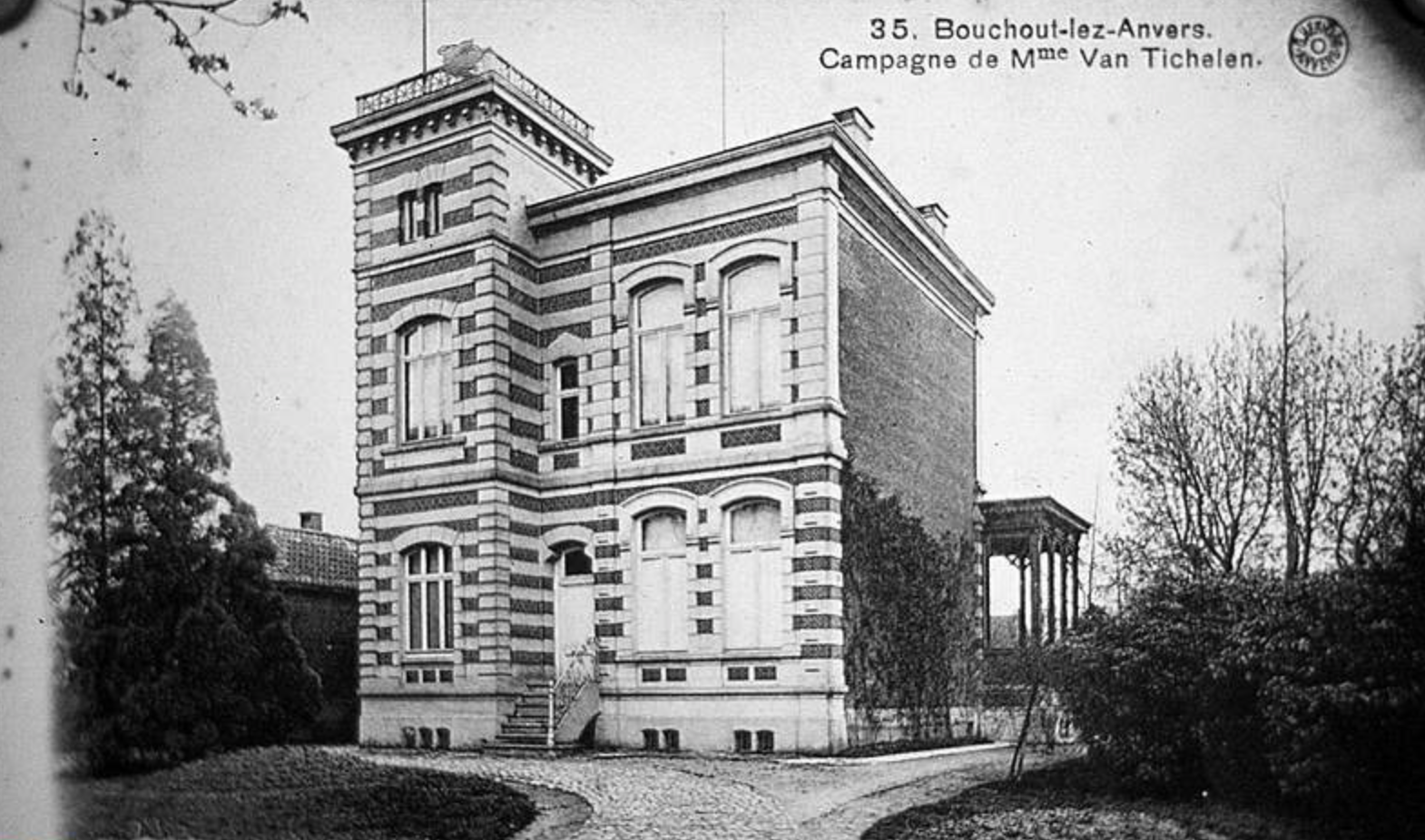
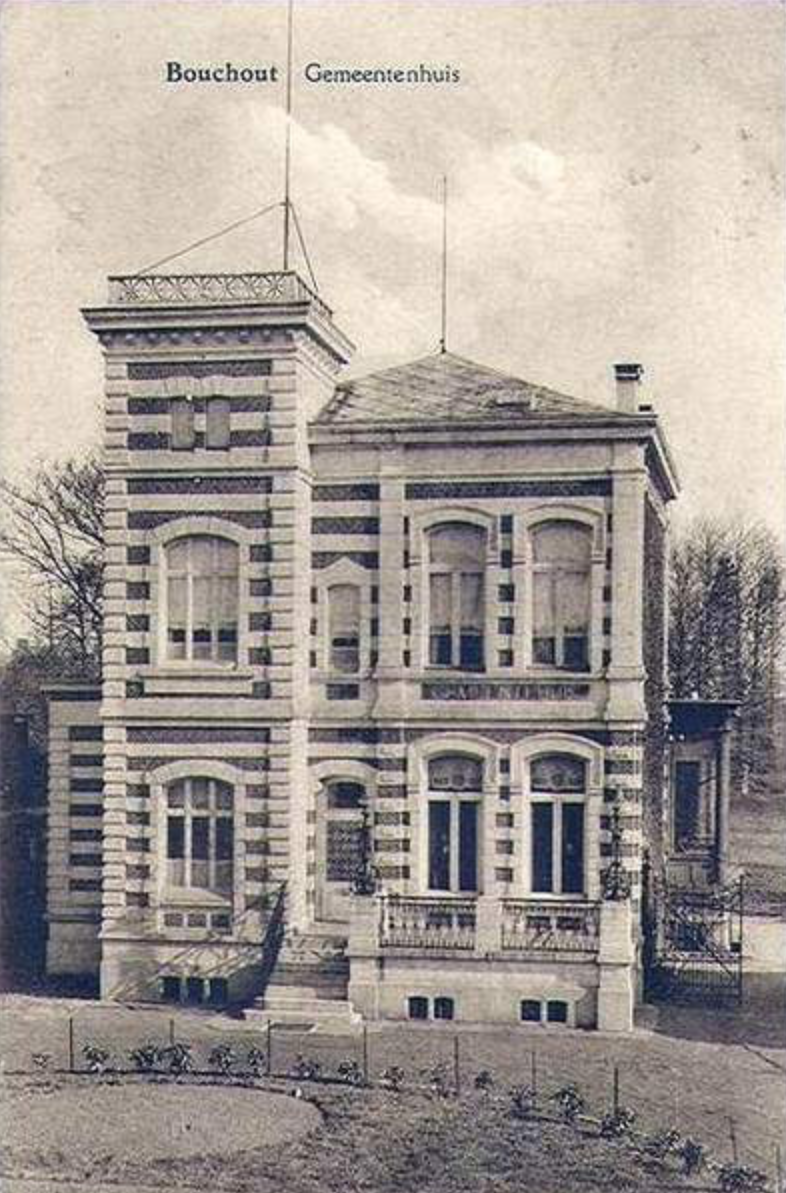
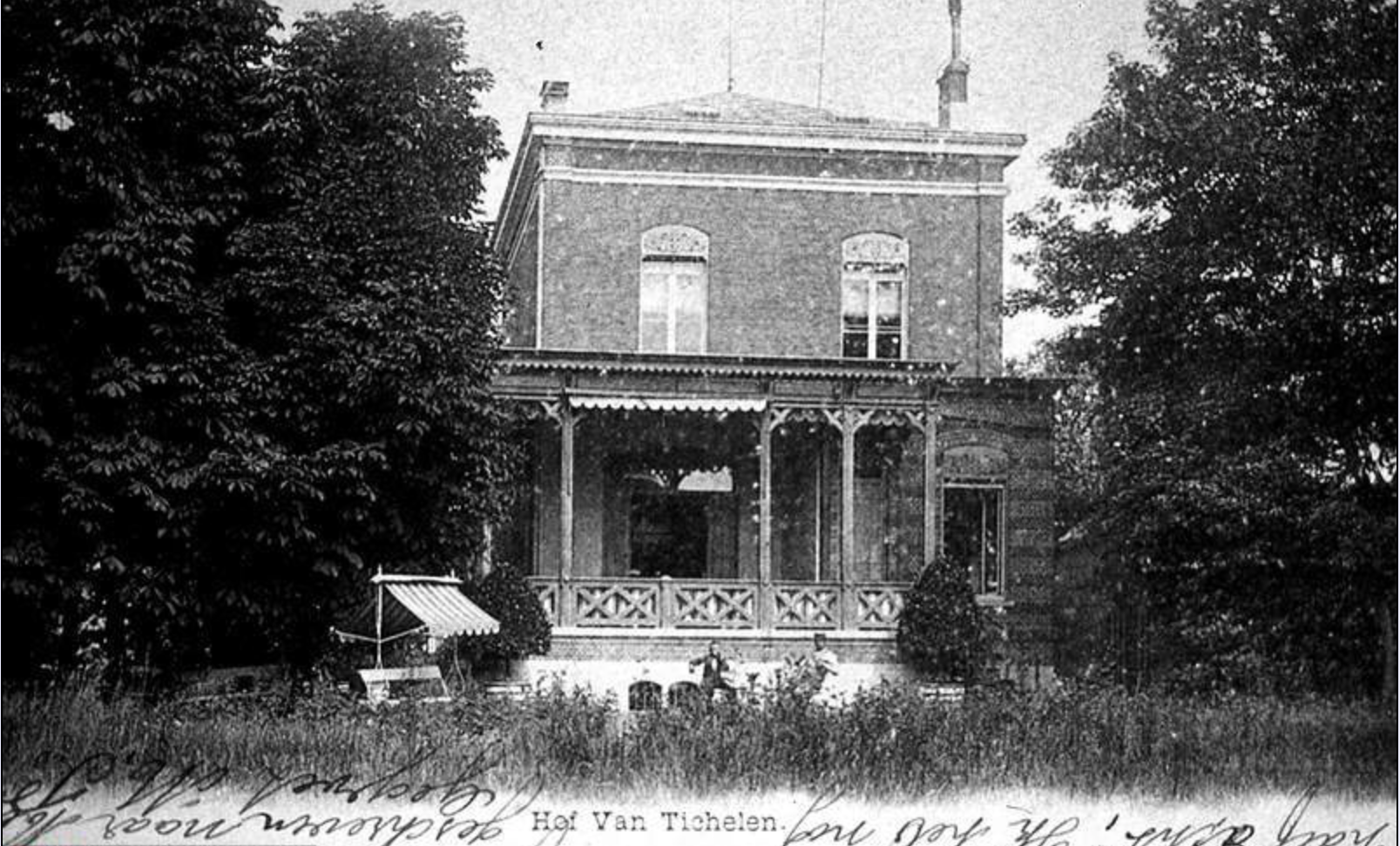
Landhuis Les Peupliers achterkant - 1905
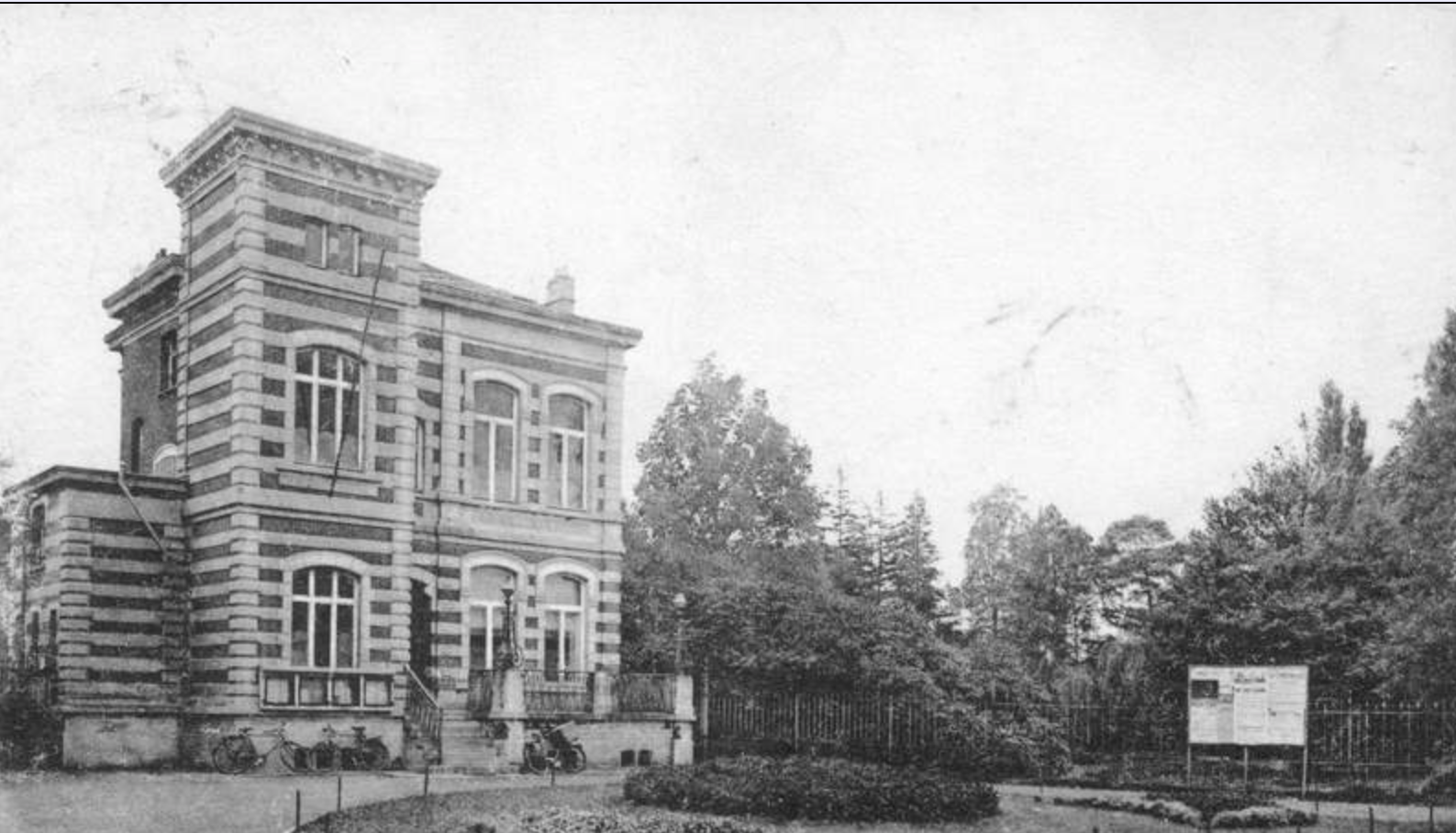
Landhuis Les Peupliers - 1930
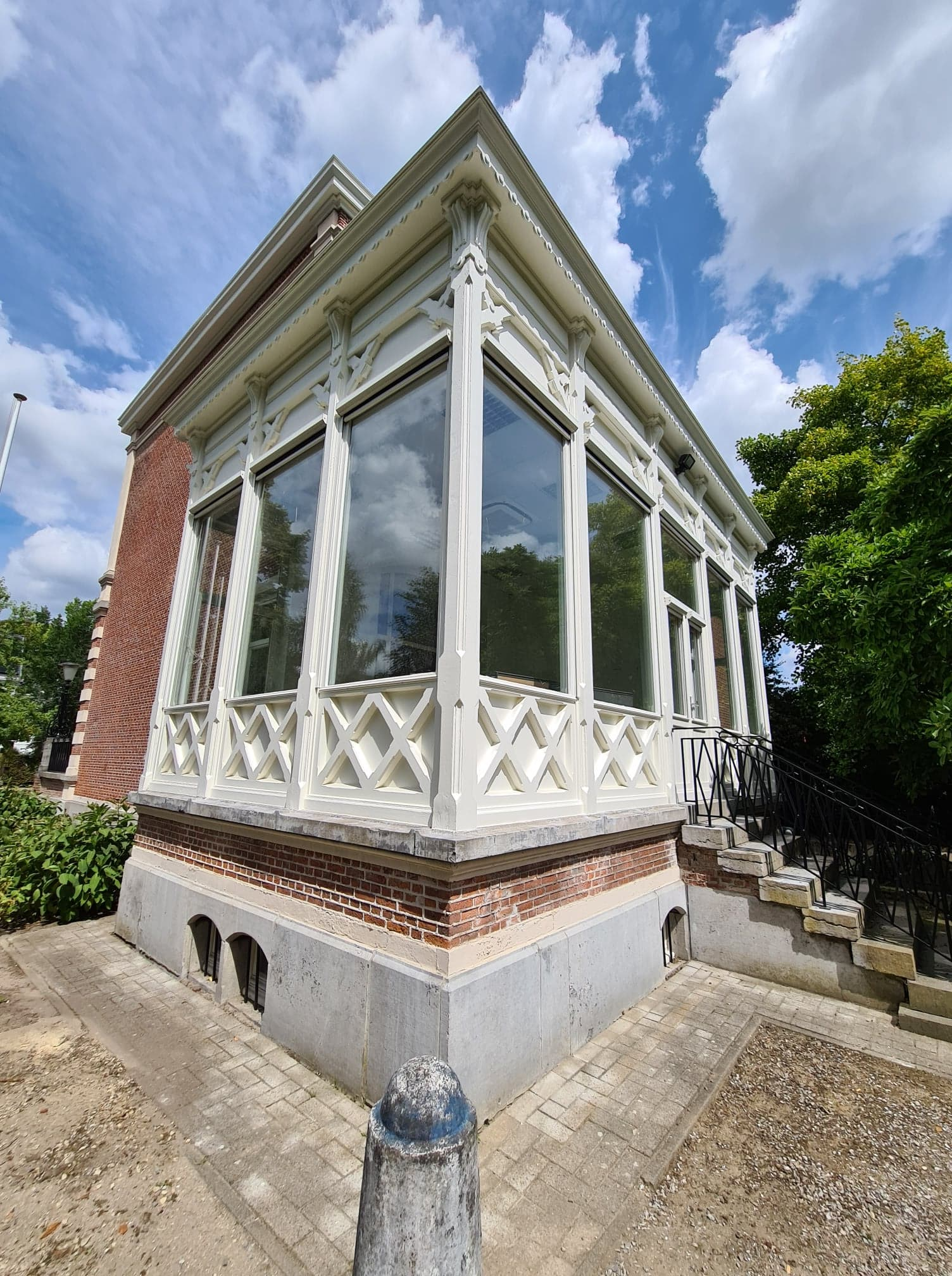
Veranda
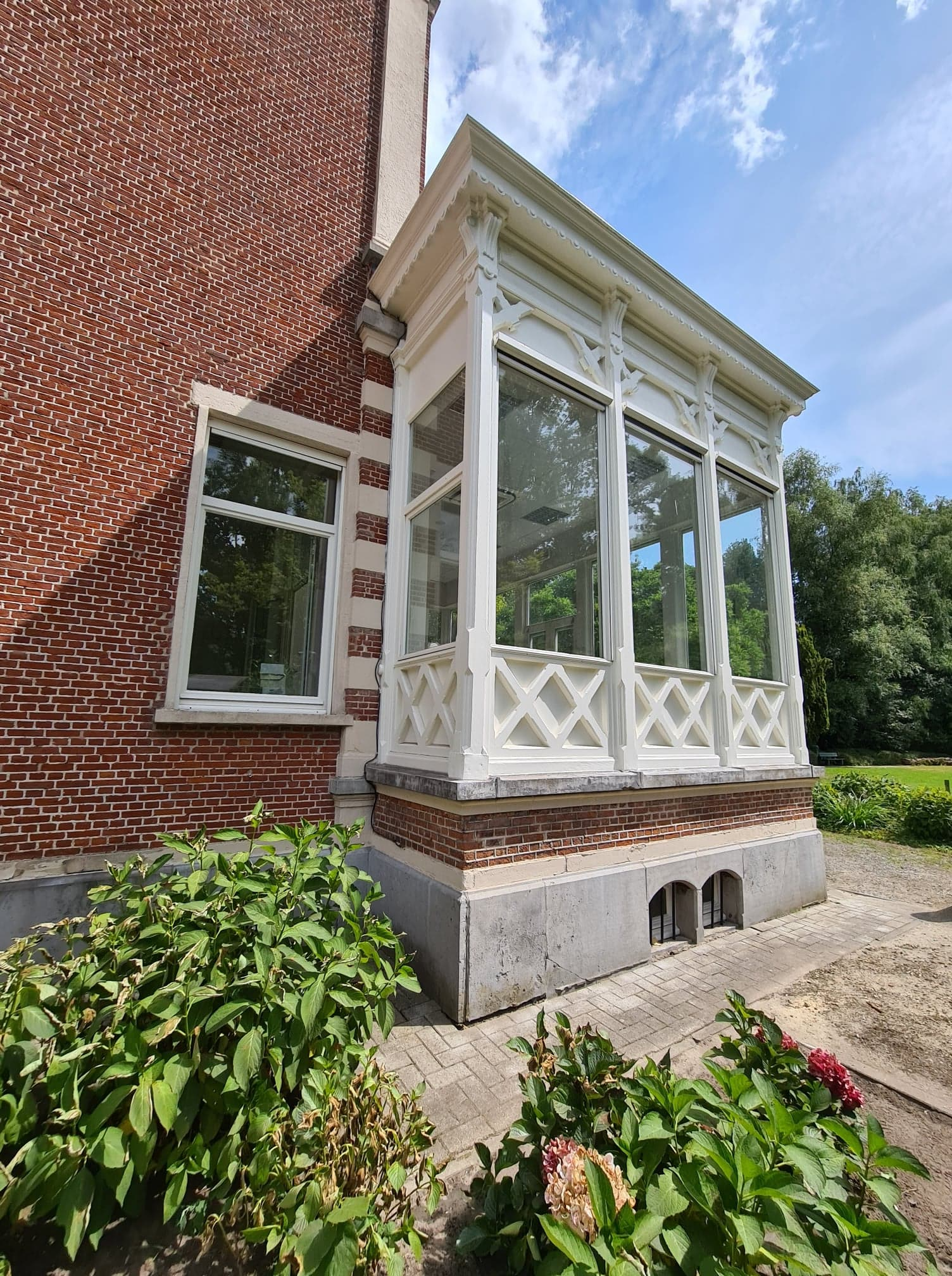
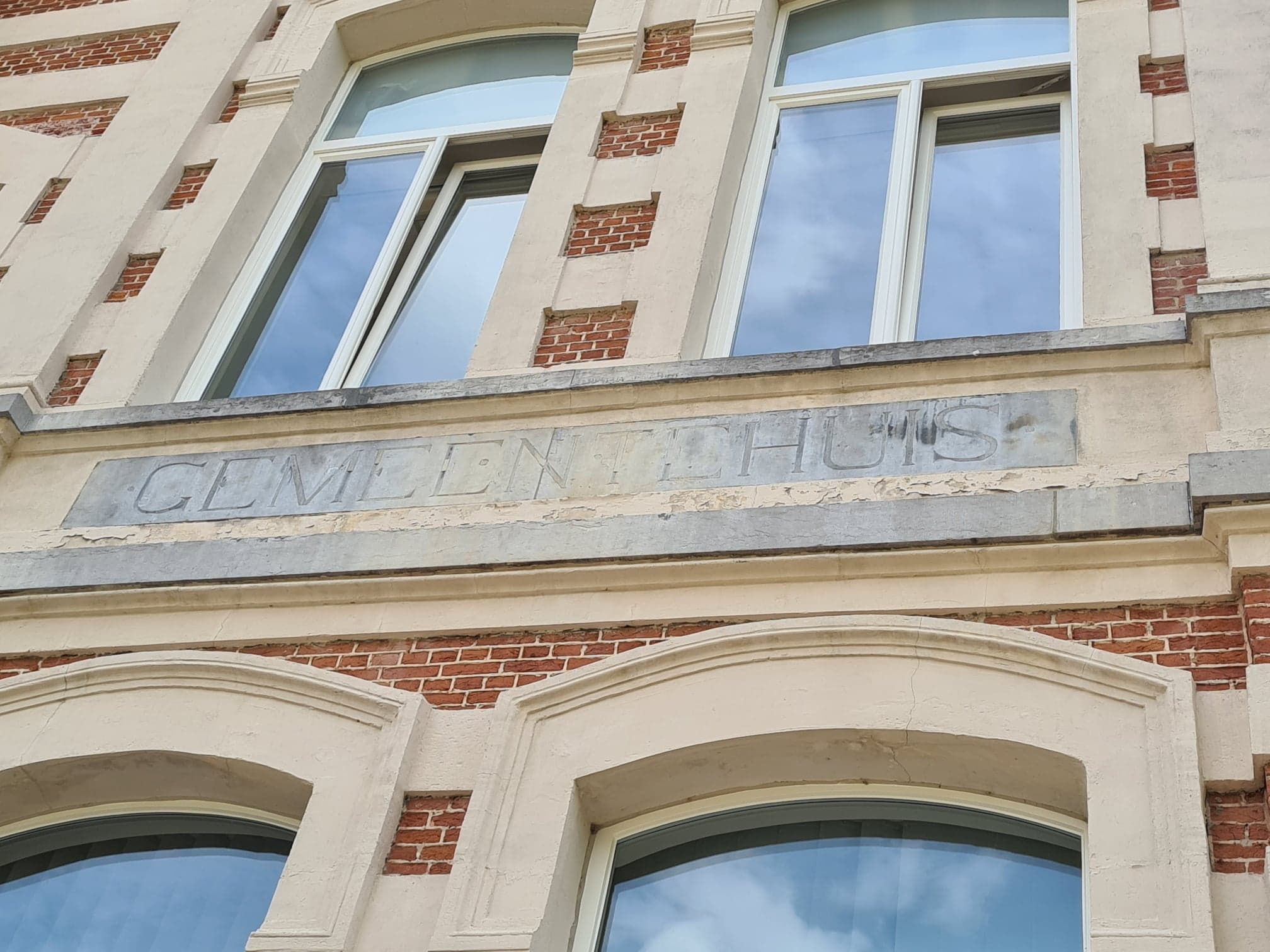
ingebeitelde tekst "gemeentehuis"
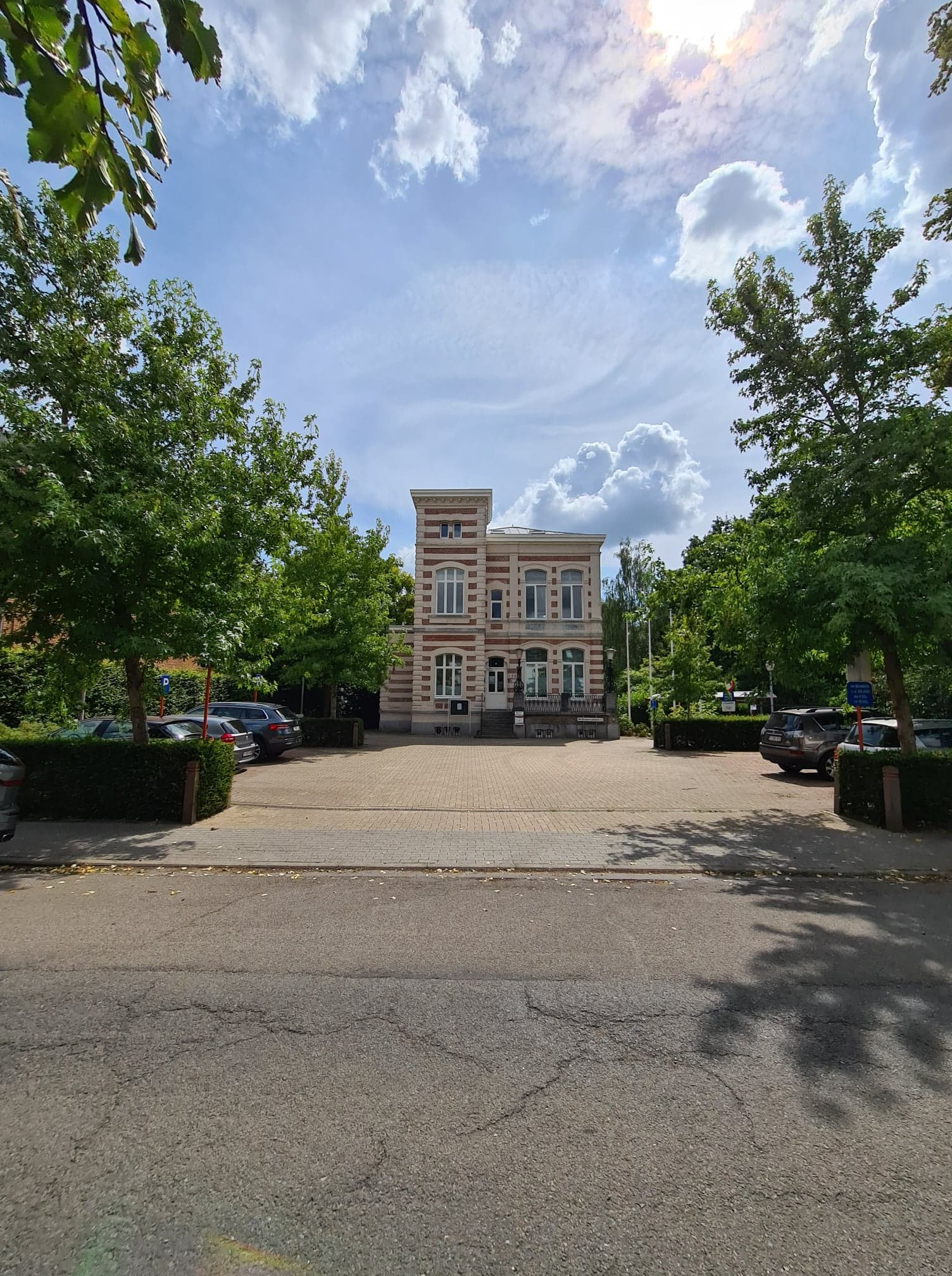
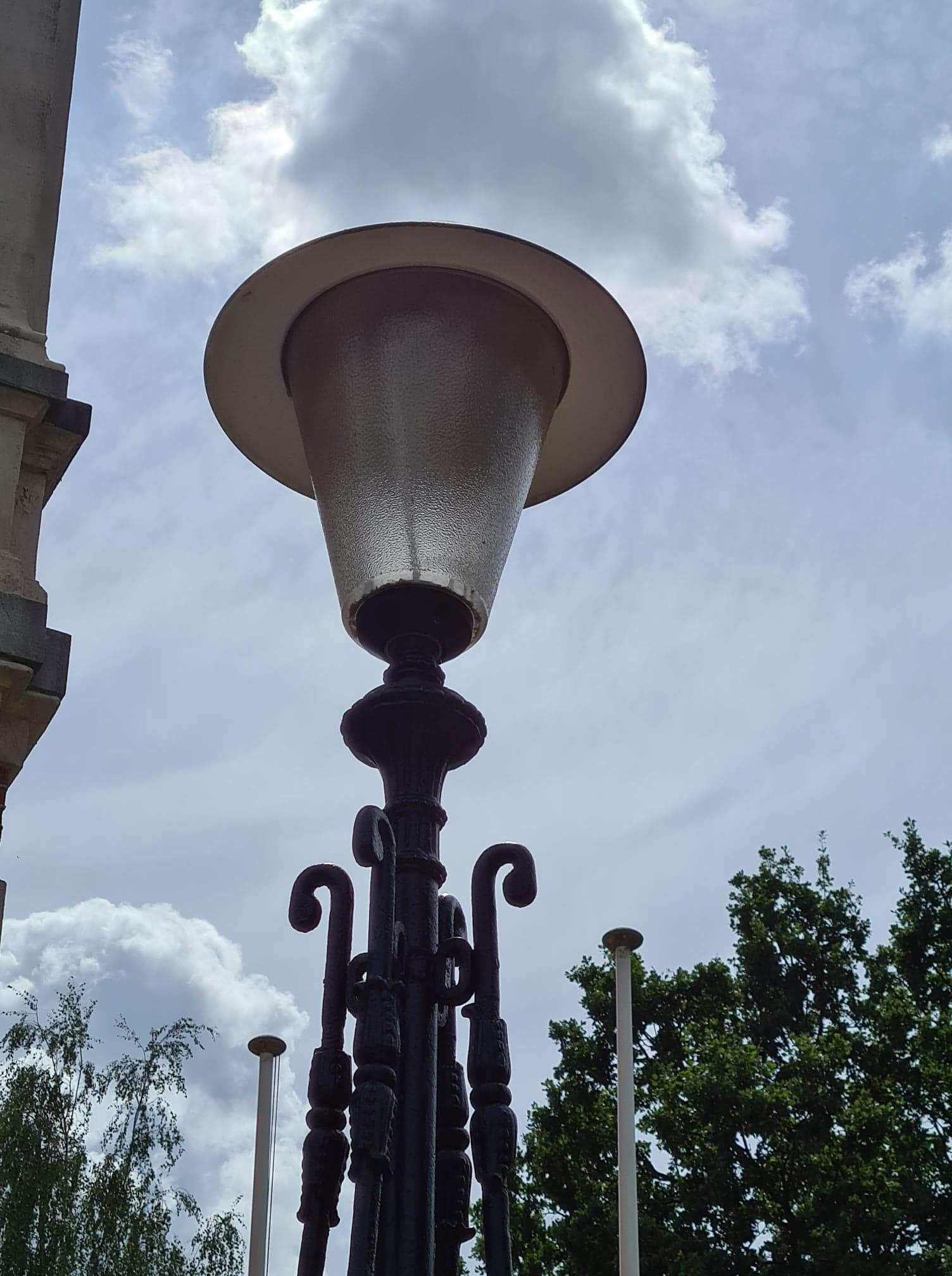
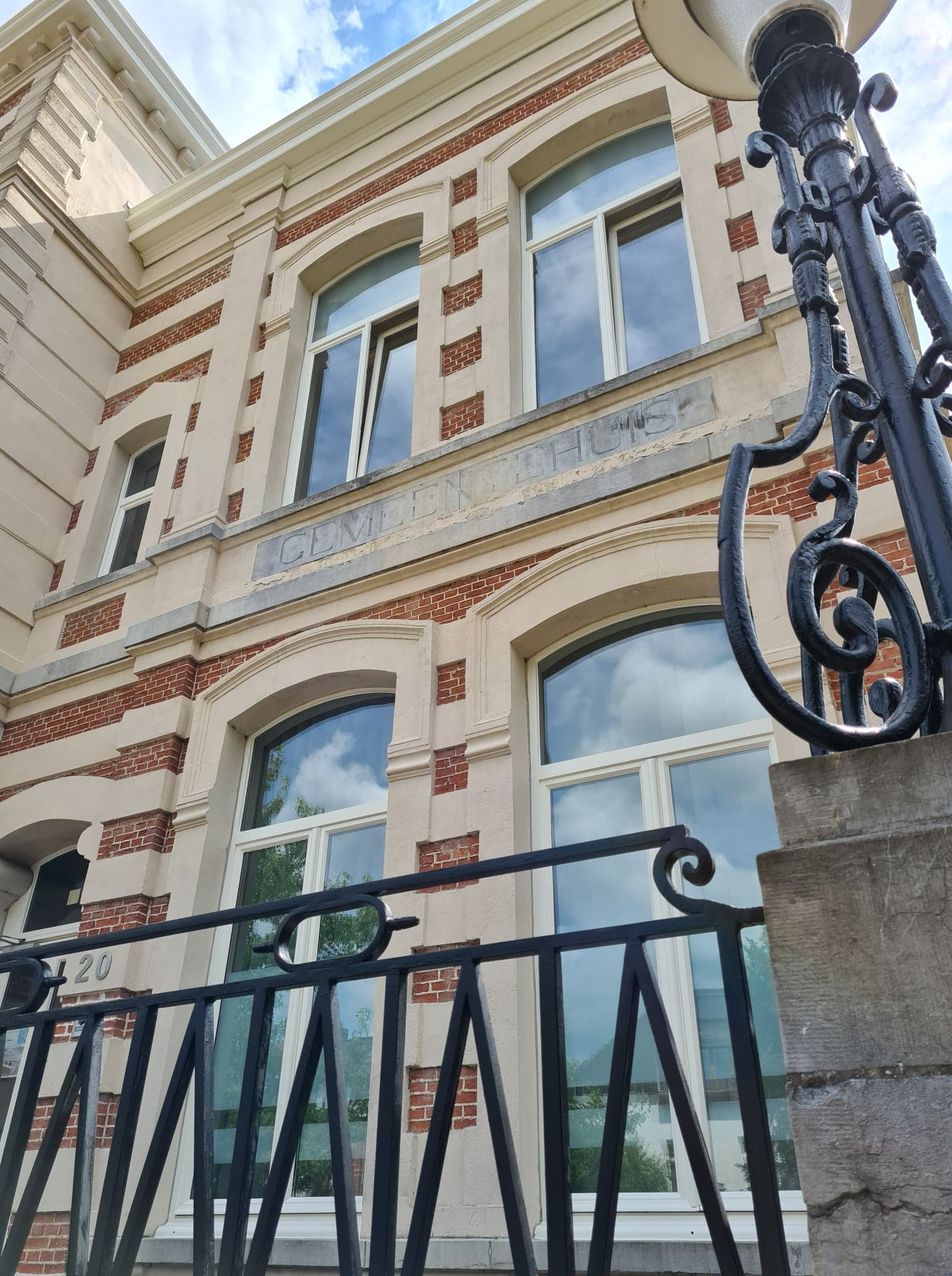
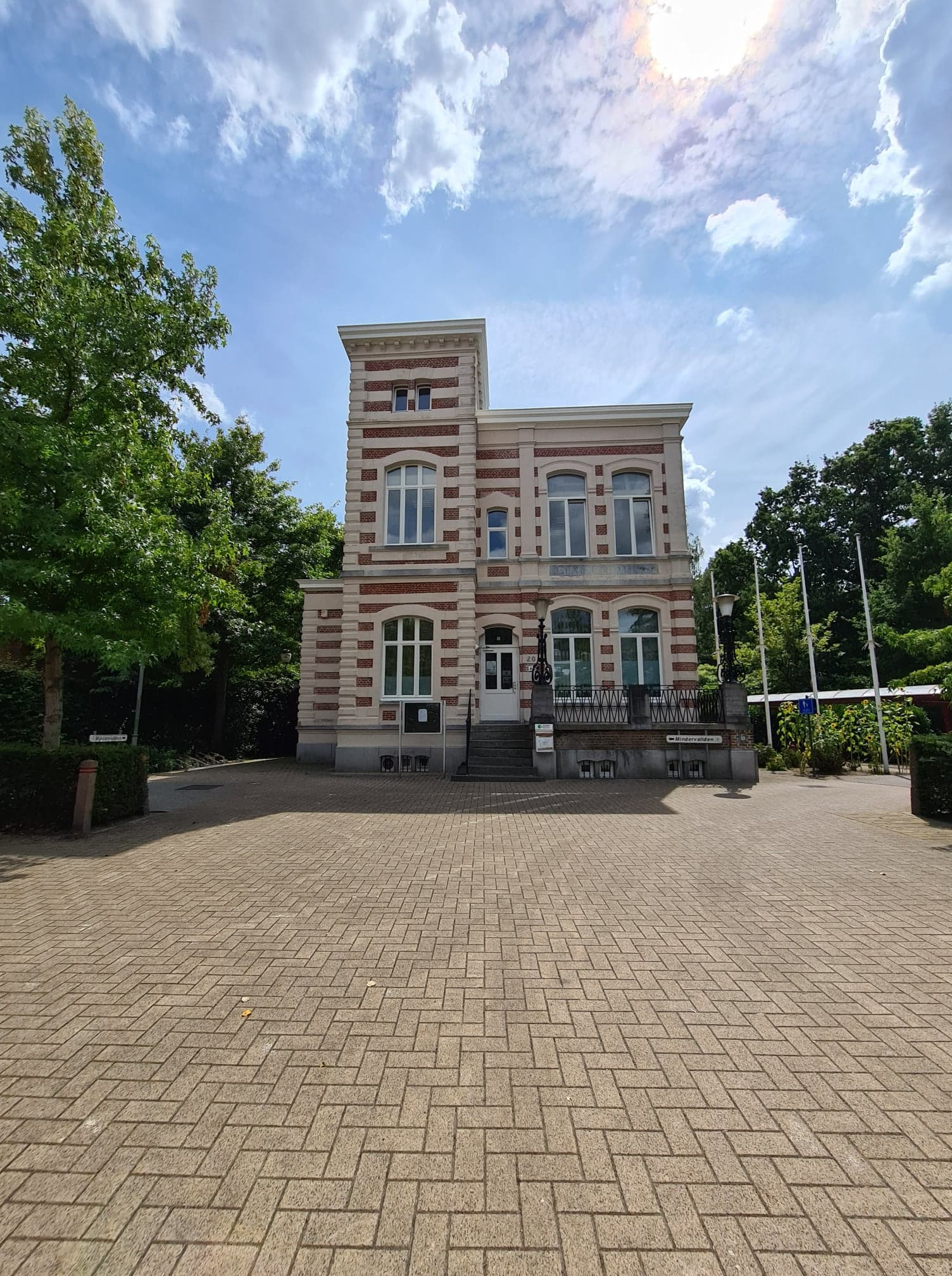
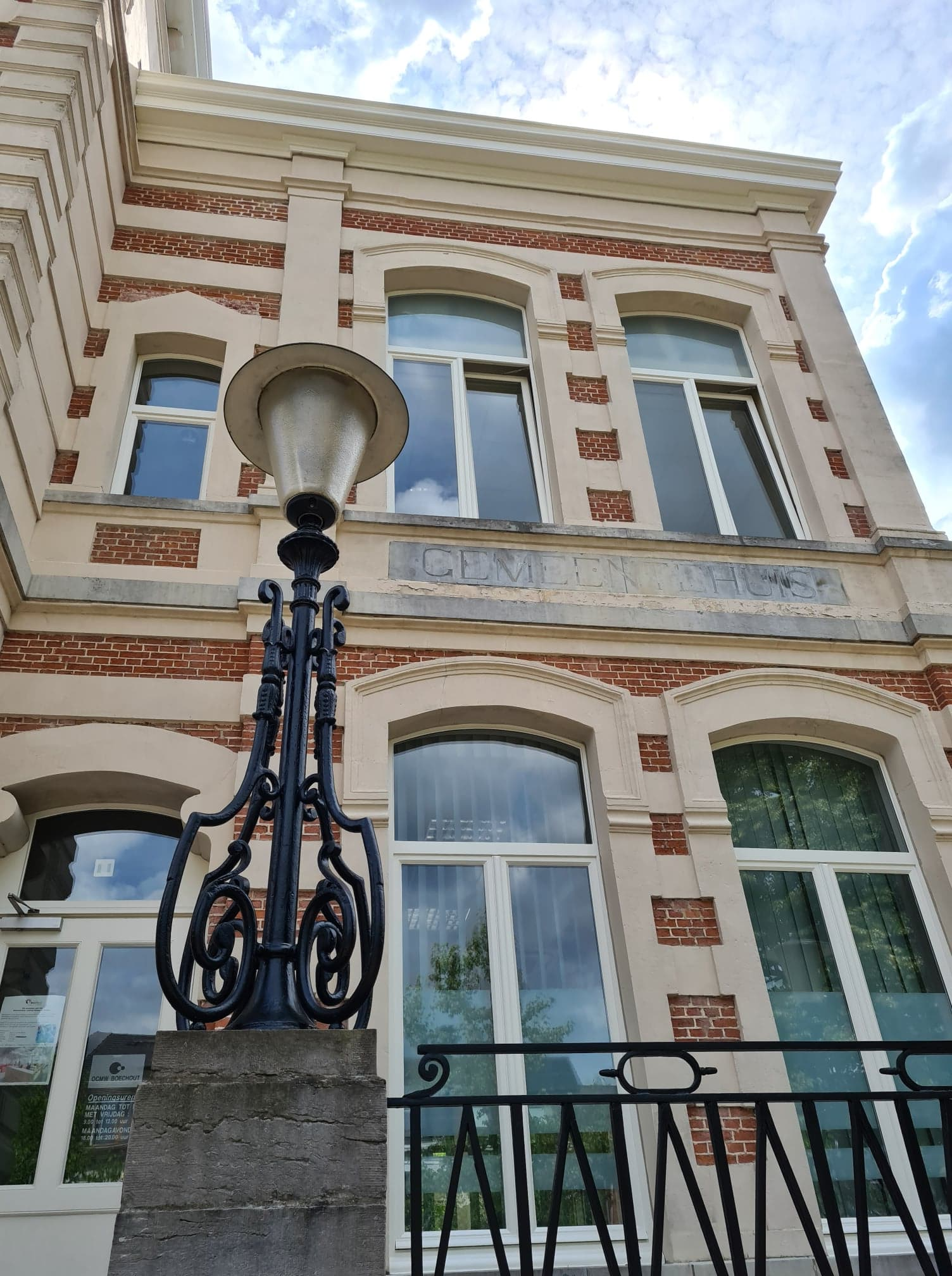
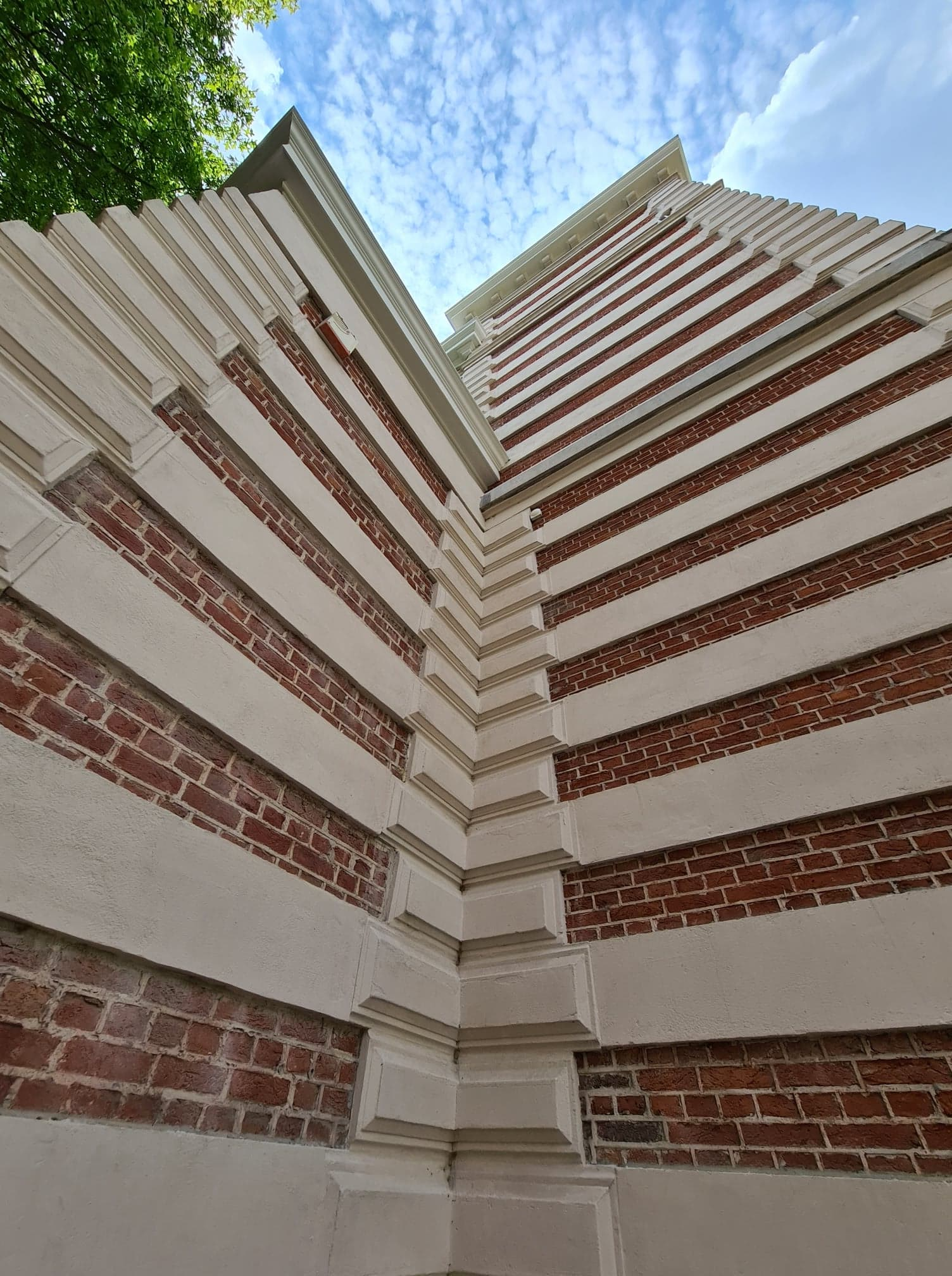
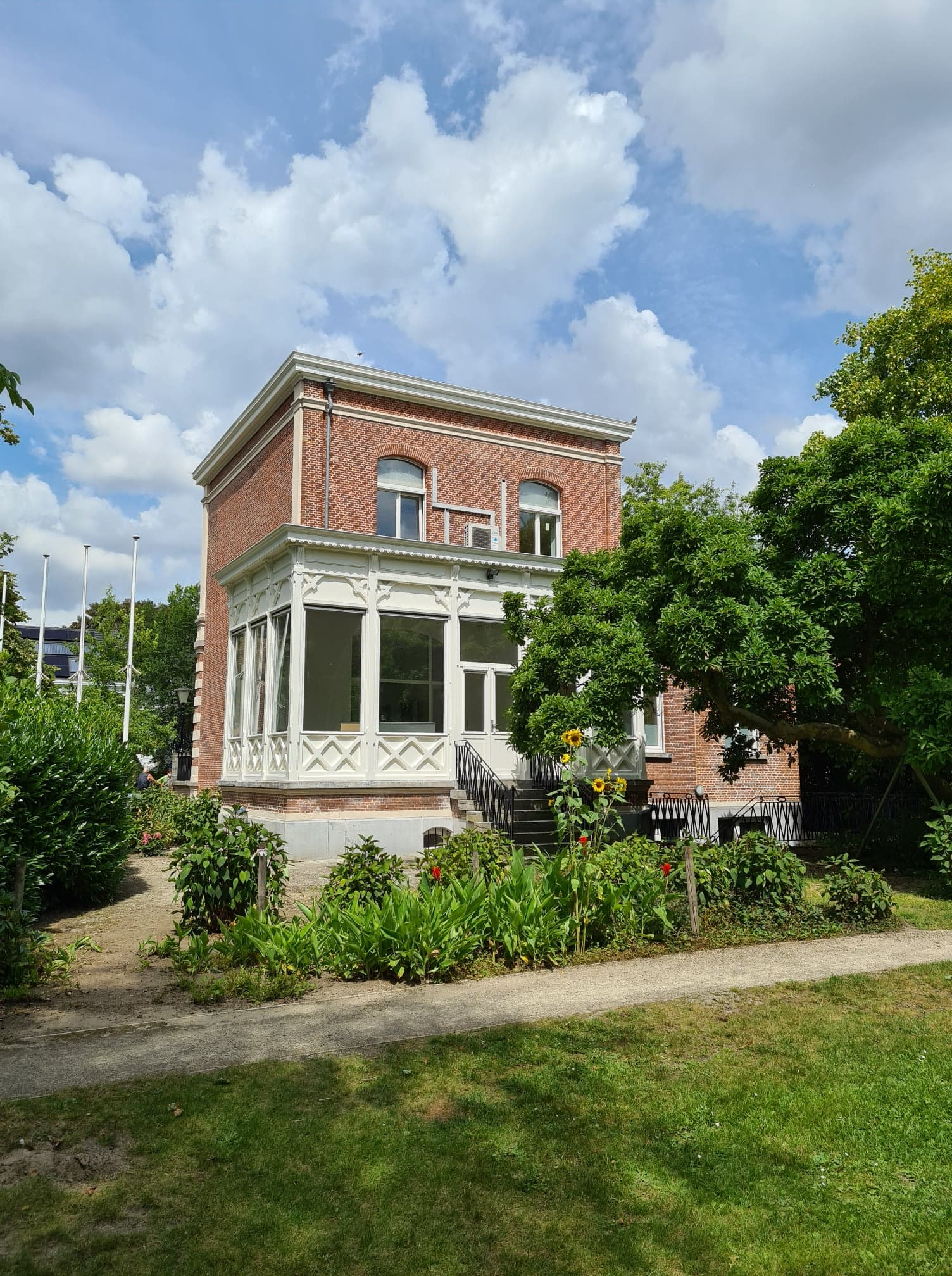
Achterkant Les Peupliers